# 韋著
韋著（?—?），字休明，東漢右扶風平陵人。韋豹之子。韋著年少時以研究京氏易和韓詩知名。州郡和大將軍梁冀先後征辟他，韋著都不接受任命。延熹二年（159年），漢桓帝親自用公車征召他，結果韋著剛來到霸陵就稱病不去洛陽，並且前往雲陽山采藥。結果有官員請求處罰韋著，漢桓帝選擇赦免他，並再次下詔京兆尹要求其敦促韋著出來做官，韋著還是不願出仕。漢靈帝即位，中常侍曹節等人發動政變剷除陳蕃、竇武後，鑒於士人痛恨宦官，曹節想靠提拔賢人來洗刷惡名，於是上奏漢靈帝要求直接派人去韋著家任命他為東海相。韋著迫不得已，只好出來做官。韋著在任時大搞嚴刑酷法，結果被受罰者上訴，韋著被判前往將作大匠左校署做苦力。而韋著後妻又囂張跋扈，導致韋著名聲敗壞。韋著回到家鄉後，最終竟被他人所害。